# Caín adolescente
Caín adolescente es una película venezolana de 1959 y es la primera cinta del cineasta venezolano Román Chalbaud, basada en su obra de teatro del mismo nombre.

## Sinopsis
Caín adolescente cuenta la historia de Juana y Juan, una viuda y su hijo que llegan a Caracas, la capital del país, en busca de mejores oportunidades de trabajo. Juan, un joven sencillo y cándido, se instruye en el oficio de la mecánica automotriz ayudado por su amigo Matías, quien llegó del pueblo antes que ellos y ya ha vivido en la ciudad lo suficiente como para conocerla. Juana, una madre abnegada, conoce a Antonio, un hombre también trabajador y honesto que le advierte sobre la naturaleza corruptiva de la ciudad, que seduce pero cambia a la gente para mal. También conoce a Encarnación, un hombre de color que realiza encantamientos y practica el aborto. Juana es seducida por Encarnación quien necesita esconderse en algún lugar después de haber sido acusado de asesinato por practicar un aborto que resulta en la muerte de la mujer embarazada. 
Mientras tanto Juan sale de juerga con Matías y sus amigos a beber y bailar y se enamora de Carmen, una novia de Matías quien ha quedado embarazada luego mantener una tórrida relación, cosa que Matías corta el enterarse de su estado. 
De esta manera Juana y Juan se encuentran a sí mismos abrazados por el torbellino de situaciones que cambian su naturaleza cándida e ingenua por una cínica, atormentándolos por las bajas pasiones que los arrastran al conocer a los personajes de la ciudad, frívolos, corruptos y a su vez cínicos. 
Finalmente Juana pierde la vida al visitar la basílica de Santa Teresa, cuando acude a ella en un momento de arrepentimiento y necesidad de encontrarse con Dios luego que una persona gritara la voz de fuego con la iglesia atestada de feligreses durante los oficios correspondientes de la Semana Santa, hecho que ocurrió en la vida real en 1952.

## Reparto
- Carlota Ureta Zamorano como Juana
- Edgar Jiménez como Juan
- Milagros del Valle como Carmen
- Orángel Delfín como Matías
- Berta Moncayo como Petra
- Enrique Alzugaray como Encarnación
- Pedro Hurtado como Antonio Salinas
- Rafael Briceño como Cara'e Loco
- Armando Lira como Tobías
- Luis Gerardo Tovar como César
- Virgilio Galindo como Morrocoy
- Félix Gómez como Tucusito
- Oscar Cedeño como El Chivo
- Rafael Cabrera como Pedro
- Mayra Chardiet como Cabaretera
- José Oliva como Prisionero
- Juan Avilán como Vendedor de lotería
- Carmen Luna como Rosa
- Maria Gamez
- Neighbor(as María Gámez)
- Marcia Garcia como Lavandera
- Josefina Briseño como Lavandera
- Alberto Álvarez como Joven
- Héctor Hergueta como Empleado
- Ramón Falcón como Empleado
- Osvaldo Sarmiento como Aprendiz de totero
- Luis Turmero como Mecánico
- Josefina Rodríguez como Cantante

## Producción
La película fue rodada en el barrio caraqueño de La Charneca, utilizando actores no profesionales. Fe producida por Allegro Films, una compañía fundada en 1956 por Román Chalbaud y Hilario González. A pesar de las dificultades financieras, lograron completar la producción de esta obra que se considera un hito en el cine venezolano. 
Actúan además los conjuntos musicales Vicente Flores y sus Llaneros, Pedro Ovoque y su Conjunto Folklórico Latinoamericano, y Francisco Sanz y la Sonora del Caribe.
Caín adolescente es una de las dos películas que Chalbaud realizó antes de que la industria cinematográfica venezolana lo llevara a incursionar en la televisión y regresar al teatro durante varios años, y antes de que su carrera fuese catapultada en el contexto de la Época de oro del cine venezolano.
Fue una de las dos películas estrenadas al caer la dictadura militar de Marcos Pérez Jiménez, cuyos estrenos fueron calificados de "notables" y justo antes de la menguante influencia de la democracia en el cine. La otra sería la mítica Araya (1959) de Margot Benacerraf.

## Recepción crítica
La película ha sido descrita como histórica y artísticamente significativa en varios aspectos. El académico brasileño Paulo Antônio de Paranaguá señaló que aunque el film toma prestados elementos de la tradición cinematográfica mexicana, se siente vanguardista. Por su parte, Peter H. Rist describe la película como "seria" y "realista", ofreciendo una visión de la pobreza en la capital venezolana.